# 加里宁村
加里宁村（羅馬化：Rabochiy posyolok imeni M. I. Kalinina）是俄罗斯下诺夫哥罗德州的市级镇，属韦特卢加区，地处下诺夫哥罗德州北部，位于伏尔加河流域韦特卢加河一支流沃尔河（Вол）畔，在区行政中心韦特卢加西北、州府下诺夫哥罗德东北方，北距下诺夫哥罗德州与科斯特罗马州州界约11公里。
以政治家米哈伊尔·加里宁命名。该地2021年人口有1,897人；2010年人口2,332人；2002年人口2,796人。